# Günther Mader
Pour les articles homonymes, voir Mader.
Günther Mader, né le 24 juin 1964 à Matrei am Brenner, est un ancien skieur alpin autrichien. Véritable légende de ce sport, il est un des 5 rares skieurs à s'être imposé au moins une fois dans chaque discipline en Coupe du monde (slalom, slalom géant, super géant, descente et combiné).  

## Jeux olympiques d'hiver
| Épreuve / Édition | Calgary 1988 | Albertville 1992 | Lillehammer 1994 | Nagano 1998 |
| Descente          | -            | Bronze           | 19e              | -           |
| Super-G           | 5e           | 7e               | 9e               | -           |
| Géant             | 11e          | 6e               | 11e              | -           |
| Combiné           | -            | -                | 4e               | 4e          |

## Championnats du monde
| Épreuve / Édition | Bormio 1985 | Crans-Montana 1987 | Vail 1989 | Saalbach Hinterglemm 1991 | Morioka 1993 | Sierra Nevada 1996 | Sestrières 1997 |
| Descente          | -           | -                  | -         | -                         | 17e          | 6e                 | -               |
| Super G           | -           | 13e                | -         | 12e                       | -            | 7e                 | Bronze          |
| Slalom géant      | -           | -                  | -         | 14e                       | 18e          | 12e                | -               |
| Slalom            | -           | Argent             | -         | 13e                       | -            | -                  | -               |
| Combiné           | 8e          | Bronze             | Bronze    | Bronze                    | 4e           | Bronze             | -               |

### Coupe du monde
- Meilleur résultat au classement général : 2e en 1995 et 1996
  - Vainqueur de la coupe du monde de géant en 1990
  - Vainqueur de la coupe du monde de combiné en 1996
  - 14 victoires : 1 descente, 6 super-G, 2 géants, 1 slalom et 4 combinés
  - 41 podiums

#### Différents classements en Coupe du monde
| Année/Classement | Année/Classement | Général | Général | Descente | Descente | Slalom | Slalom | Géant  | Géant  | Super-G | Super-G | Combiné | Combiné |
| ---------------- | ---------------- | ------- | ------- | -------- | -------- | ------ | ------ | ------ | ------ | ------- | ------- | ------- | ------- |
| Année/Classement | Année/Classement | Class.  | Points  | Class.   | Points   | Class. | Points | Class. | Points | Class.  | Points  | Class.  | Points  |
| 1983             | 1983             | 56e     | 15      | -        | -        | -      | -      | 25e    | 15     | -       | -       | -       | -       |
| 1984             | 1984             | 33e     | 51      | -        | -        | 40e    | 3      | 15e    | 37     | -       | -       | 18e     | 11      |
| 1985             | 1985             | 59e     | 16      | -        | -        | -      | -      | 26e    | 16     | -       | -       | -       | -       |
| 1986             | 1986             | 10e     | 143     | -        | -        | 8e     | 66     | 13e    | 24     | 11e     | 22      | 7e      | 33      |
| 1987             | 1987             | 13e     | 83      | -        | -        | 8e     | 42     | 20e    | 12     | 7e      | 29      | -       | -       |
| 1988             | 1988             | 4e      | 189     | 48e      | 2        | 2e     | 69     | 5e     | 57     | 10e     | 24      | 2e      | 37      |
| 1989             | 1989             | 25e     | 58      | 27e      | 8        | 17e    | 18     | 16e    | 12     | 11e     | 20      | -       | -       |
| 1990             | 1990             | 3e      | 213     | -        | -        | 16e    | 31     | 1er    | 96     | 2e      | 71      | 5e      | 15      |
| 1991             | 1991             | 7e      | 117     | 33e      | 5        | 15e    | 36     | 7e     | 35     | 5e      | 26      | 3e      | 15      |
| 1992             | 1992             | 6e      | 797     | 10e      | 286      | 21e    | 97     | 33e    | 48     | 3e      | 286     | 11e     | 80      |
| 1993             | 1993             | 4e      | 826     | 13e      | 192      | 18e    | 101    | 33e    | 26     | 2e      | 307     | 2e      | 200     |
| 1994             | 1994             | 4e      | 820     | 32e      | 65       | 11e    | 176    | 8e     | 295    | 5e      | 202     | 5e      | 82      |
| 1995             | 1995             | 2e      | 775     | 11e      | 221      | 33e    | 32     | 9e     | 212    | 2e      | 250     | 6e      | 60      |
| 1996             | 1996             | 2e      | 991     | 2e       | 407      | 25e    | 75     | 13e    | 172    | 11e     | 157     | 1er     | 180     |
| 1997             | 1997             | 14e     | 611     | 26e      | 85       | 29e    | 64     | 11e    | 186    | 10e     | 176     | 2e      | 100     |
| 1998             | 1998             | 26e     | 332     | 30e      | 56       | 27e    | 57     | 22e    | 105    | 14e     | 108     | -       | -       |

#### Détail des victoires
| Édition / Épreuve | Descente  | Slalom | Géant            | Super-G       | Combiné      | Total |
| 1986              | -         | Geilo  | -                | -             | / Åre/Wengen | 2     |
| 1988              | -         | -      | -                | -             | Åre          | 1     |
| 1990              | -         | -      | Mont Sainte-Anne | Les Ménuires  | -            | 2     |
| 1991              | -         | -      | -                | Garmisch      | -            | 1     |
| 1992              | -         | -      | -                | Panorama (en) | -            | 1     |
| 1993              | -         | -      | -                | Whistler      | -            | 1     |
| 1994              | -         | -      | Park City        | Val d'Isère   | -            | 2     |
| 1995              | -         | -      | -                | Kitzbühel     | -            | 1     |
| 1996              | Kitzbühel | -      | -                | -             | Kitzbühel    | 2     |
| 1997              | -         | -      | -                | -             | Chamonix     | 1     |
| Total             | 1         | 1      | 2                | 6             | 4            | 14    |

## Arlberg-Kandahar
- Meilleur résultat : 3e place dans la descente et le combiné 1993 à Garmisch